# Världens verkliga tillstånd
Världens verkliga tillstånd (danska: Verdens sande tilstand) är en bok om miljöfrågor av dansken Björn Lomborg, utgiven 1998.
Samma år utgav han boken på förlaget Centrum.
Boken är ett inlägg i debatten och driver tesen att de flesta miljöindikatorer har förbättrats under 1900-talet och att miljörörelsen överdriver för egna syften. Bland annat hävdar Lomborg att en ofta citerad siffra om 40 000 utrotade arter per år saknar vetenskaplig grund och att endast små nedskärningar i utsläppen av växthusgaser är nödvändiga för att undvika skadlig global uppvärmning.